# Río Abucea
El río Abucea es un río afluente del río Mureş en Rumania.

## Pueblos que atraviesa
| - Panc-Sălişte - Abucea |